# Rui Fonte
Rui Pedro da Rocha Fonte (Lisboa, 23 de abril de 1990), deportivamente conocido como Rui Fonte, es un exfutbolista portugués que jugaba como delantero. Es hermano del también futbolista José Fonte.

## Trayectoria
Formado en el Sporting de Lisboa, en 2006 se marchó a Inglaterra para jugar en el Arsenal F. C. Tras dos años en el equipo de reservas, debutó en el primer equipo del club londinense en un partido amistoso de pretemporada, ante el Barnet F. C., el verano de 2008. Su debut en partido oficial llegó unos meses más tarde, el 11 de noviembre de 2008, en una eliminatoria de la Copa de Liga ante el Wigan Athletic.
Sin embargo, dos meses después, se marchó cedido al Crystal Palace F. C., donde completó la temporada 2008/09. Finalizada la campaña, y al descartar el Arsenal la renovación de su contrato, Fonte regresó al Sporting de Lisboa. Para continuar su progresión, el club lisboeta optó por cederlo al Vitória de Setúbal la temporada 2009-10. 
La siguiente campaña afrontó una nueva cesión, en esta ocasión al R. C. D. Espanyol, de la Primera División de España. No obstante, el técnico del primer equipo, Mauricio Pochettino, contó con él desde la pretemporada. El 1 de diciembre de 2010 debutó en partido oficial con el primer equipo periquito, con motivo de la final de la Copa Cataluña, conquistada por los blanquiazules. Tan solo cuatro días después llegó su debut en la Primera División de España, en el Estadio de Cornellá-El Prat ante el Sporting de Gijón. Fue un estreno testimonial, ya que Pochettino le hizo saltar al terreno de juego en el último minuto para reemplazar a José Callejón.
En enero de 2013, el delantero quien disputó 10 partidos (5 como titular) en la temporada 2012-13 en el Espanyol en la máxima división (sumó también 2 encuentros en la Copa del Rey), abandona la entidad blanquiazul para firmar un contrato con vigencia hasta 2017 con el S. L. Benfica. Inicio jugando en el equipo de reserva, lesionándose en su debut y quedando fuera para el resto de la temporada. 
El 14 de enero de 2015, debutó con el equipo A en una victoria 4-0 contra el F. C. Arouca en la Taça da Liga. 
En agosto de 2017 fue comprado por el Fulham F. C. de Inglaterra, con un contrato de tres años. En su segunda apariencia de liga, anotó un gol en un partido visitante contra el Ipswich Town FC|Ipswich Town F. C. Se despidió del club con 27 apariencias de liga y tres goles.
El 31 de agosto de 2018 se unió al Lille O. S. C. de la Ligue 1 de Francia en préstamo, uniéndose con su hermano José Fonte.

## Selección nacional
Fonte debutó con la selección sub-21 de Portugal contra España el 18 de noviembre de 2008. Marcó el primer gol en una victoria por 4-1. El 6 de junio de 2012, anotó dos goles contra Albania, en una victoria por 3-1 para la Eliminatorias de la Eurocopa Sub-21 de 2013.

## Clubes
| Club                           | País       | Año       | Partidos | Goles |
| ------------------------------ | ---------- | --------- | -------- | ----- |
| Arsenal F. C.                  | Inglaterra | 2008-2009 | 1        | 0     |
| Crystal Palace F. C. (cedido)  | Inglaterra | 2009      | 10       | 0     |
| Sporting de Lisboa             | Portugal   | 2009-2011 | 0        | 0     |
| Vitória Setúbal (cedido)       | Portugal   | 2009-2010 | 16       | 0     |
| R. C. D. Espanyol "B" (cedido) | España     | 2010-2011 | 22       | 8     |
| R. C. D. Espanyol              | España     | 2011-2013 | 44       | 3     |
| S. L. Benfica "B"              | Portugal   | 2013-2016 | 29       | 19    |
| S. L. Benfica                  | Portugal   | 2015      | 1        | 0     |
| C. F. Os Belenenses (cedido)   | Portugal   | 2015      | 13       | 2     |
| S. C. Braga (cedido)           | Portugal   | 2015-2016 | 28       | 8     |
| S. C. Braga                    | Portugal   | 2016-2017 | 42       | 17    |
| Fulham F. C.                   | Inglaterra | 2017-2019 | 29       | 3     |
| Lille O. S. C. (cedido)        | Francia    | 2018-2019 | 20       | 1     |
| S. C. Braga                    | Portugal   | 2019-2021 | 43       | 6     |
| G. D. Estoril Praia            | Portugal   | 2021-2022 | 23       | 4     |
| F. C. Famalicão                | Portugal   | 2022-2023 | 23       | 1     |
| F. C. Paços de Ferreira        | Portugal   | 2023-2025 | 70       | 12    |

## Palmarés

### Títulos nacionales
| Título                      | Club          | País     | Año  |
| --------------------------- | ------------- | -------- | ---- |
| Copa de la Liga de Portugal | S. L. Benfica | Portugal | 2015 |
| Copa de Portugal            | S. C. Braga   | Portugal | 2016 |
| Copa de la Liga de Portugal | S. C. Braga   | Portugal | 2020 |
| Copa de Portugal            | S. C. Braga   | Portugal | 2021 |